# Bill Aston
William »Bill« Aston, britanski dirkač Formule 1, * 29. marec 1900, Hopton, Staffordshire, Anglija, Združeno kraljestvo, † 4. marec 1974, Lingfield, Surrey, Anglija.
Bill Aston je pokojni britanski dirkač Formule 1. V svoji karieri je nastopil le na treh dirkah v sezoni 1952 z dirkalnikom Aston NB 41 lastnega privatnega moštva, Veliki nagradi Velike Britanije, kjer zaradi okvare dirkalnika ni štartal, Veliki nagradi Nemčije, kjer je odstopil, in Veliki nagradi Italije, kjer se mu ni uspelo kvalificirati na dirko. Umrl je leta 1974.

## Popolni rezultati Formule 1
(legenda) (odebeljene dirke pomenijo najboljši štartni položaj, poševne pa najhitrejši krog, †-uvrščen kljub odstopu)
| Leto | Moštvo    | Šasija      | Motor              | 1   | 2   | 3   | 4   | 5      | 6       | 7   | 8       | Prv | Toč |
| ---- | --------- | ----------- | ------------------ | --- | --- | --- | --- | ------ | ------- | --- | ------- | --- | --- |
| 1952 | W S Aston | Aston NB 41 | Butterworth Flat 4 | ŠVI | 500 | BEL | FRA | VB DNS | NEM Ret | NIZ | ITA DNQ | -   | 0   |